# Primera División de Venezuela 2006-07
La Temporada 2006-07 de la Primera División de Venezuela (oficialmente, por motivos de patrocinio, Copa Maltin Polar) se inició el 6 de agosto de 2006 con la participación de 10 equipos, entre ellos los dos ascendidos de la segunda división Portuguesa FC y Zamora FC. El Deportivo Táchira tuvo su localía en la ciudad de Caracas debido a la remodelación de su estadio por la Copa América 2007. Los ganadores de los torneos Apertura y Clausura se clasificaron automáticamente a la Copa Libertadores 2008 mientras que el tercer lugar de la tabla acumulada fue a la ronda previa de la Copa Libertadores. Los equipos que se posicionaron en el cuarto y quinto puesto obtuvieron un cupo a la Copa Sudamericana 2007. 
Debido a una medida de la Federación Venezolana de Fútbol no se aplicó la regla del descenso a los dos equipos con peores resultados, luego que se decidiera la expansión de la primera división a 18 equipos.

## Equipos participantes
Los equipos participantes en la Temporada 2006-07 de la Primera División del Fútbol Venezolano son los siguientes:
| - Aragua FC - Carabobo FC - Caracas FC - Deportivo Táchira FC - Mineros de Guayana |  | - Monagas SC - Portuguesa FC - Trujillanos FC - UA Maracaibo - Zamora FC |

## Torneo Apertura 2006

### Clasificación
|    | Equipo               | PTS | JJ | JG | JE | JP | GF | GC | DG  |
| -- | -------------------- | --- | -- | -- | -- | -- | -- | -- | --- |
| 1  | Caracas FC           | 36  | 18 | 10 | 6  | 2  | 27 | 12 | +15 |
| 2  | UA Maracaibo         | 36  | 18 | 10 | 6  | 2  | 28 | 17 | +11 |
| 3  | Mineros de Guayana   | 27  | 18 | 7  | 6  | 5  | 27 | 24 | +3  |
| 4  | Deportivo Táchira FC | 25  | 18 | 6  | 7  | 5  | 22 | 19 | +3  |
| 5  | Zamora FC            | 23  | 18 | 5  | 8  | 5  | 24 | 22 | +2  |
| 6  | Portuguesa FC        | 23  | 18 | 5  | 8  | 5  | 23 | 23 | 0   |
| 7  | Carabobo FC          | 21  | 18 | 4  | 9  | 5  | 17 | 22 | -5  |
| 8  | Aragua FC            | 19  | 18 | 4  | 7  | 7  | 21 | 24 | -3  |
| 9  | Trujillanos FC       | 14  | 18 | 3  | 5  | 10 | 21 | 31 | -10 |
| 10 | Monagas SC           | 11  | 18 | 1  | 8  | 9  | 14 | 30 | -16 |

Leyenda: PTS (Puntos), JJ (Juegos jugados), JG (Juegos Ganados), JE (Juegos Empatados), JG (Juegos Perdidos), GF (Goles a Favor), GC (Goles en Contra), DG (Diferencia de Goles).

## Torneo Clausura 2007

### Clasificación
|    | Equipo               | PTS | JJ | JG | JE | JP | GF | GC | DG |
| -- | -------------------- | --- | -- | -- | -- | -- | -- | -- | -- |
| 1  | UA Maracaibo         | 32  | 18 | 9  | 5  | 4  | 28 | 19 | +9 |
| 2  | Caracas FC           | 32  | 18 | 8  | 8  | 2  | 25 | 16 | +9 |
| 3  | Mineros de Guayana   | 27  | 18 | 7  | 6  | 5  | 26 | 24 | +2 |
| 4  | Zamora FC            | 26  | 18 | 7  | 5  | 6  | 24 | 18 | +6 |
| 5  | Carabobo FC          | 25  | 18 | 6  | 7  | 5  | 17 | 15 | +2 |
| 6  | Monagas SC           | 21  | 18 | 5  | 6  | 7  | 13 | 21 | -8 |
| 7  | Aragua FC            | 20  | 18 | 4  | 8  | 6  | 19 | 22 | -3 |
| 8  | Deportivo Táchira FC | 19  | 18 | 3  | 10 | 5  | 22 | 25 | -3 |
| 9  | Portuguesa FC        | 19  | 18 | 5  | 4  | 9  | 19 | 26 | -7 |
| 10 | Trujillanos FC       | 17  | 18 | 4  | 5  | 9  | 20 | 27 | -7 |

Leyenda: PTS (Puntos), JJ (Juegos jugados), JG (Juegos Ganados), JE (Juegos Empatados), JG (Juegos Perdidos), GF (Goles a Favor), GC (Goles en Contra), DG (Diferencia de Goles).

## Final
| 6 de mayo de 2007 | UA Maracaibo | 0-1 (0-0) | Caracas FC | Estadio "Pachencho" Romero, Maracaibo                         |                                                               |
|                   |              |           | Vargas 64' | Asistencia: 30.000 espectadores Árbitro(s): Giovanny Perluzzo | Asistencia: 30.000 espectadores Árbitro(s): Giovanny Perluzzo |

| 13 de mayo de 2007                                                     | Caracas FC | 0-0 (0-0) | UA Maracaibo | Estadio Brígido Iriarte, Caracas                         |  |
|                                                                        |            |           |              | Asistencia: 12.000 espectadores Árbitro(s): Luis Márquez |  |
| Caracas FC consigue su 9no título de la Primera División de Venezuela. |            |           |              |                                                          |  |

Caracas FC

Campeón

## Acumulada

### Clasificación
|    | Equipo               | PTS | JJ | JG | JE | JP | GF | GC | DG  | Competición                |
| -- | -------------------- | --- | -- | -- | -- | -- | -- | -- | --- | -------------------------- |
| 1  | Caracas FC           | 68  | 36 | 18 | 14 | 4  | 52 | 28 | +24 | Copa Libertadores 2008     |
| 2  | UA Maracaibo         | 68  | 36 | 19 | 11 | 6  | 56 | 36 | +20 | Copa Libertadores 2008     |
| 3  | Mineros de Guayana   | 54  | 36 | 14 | 12 | 10 | 53 | 48 | +5  | Pre Copa Libertadores 2008 |
| 4  | Zamora FC            | 49  | 36 | 12 | 13 | 11 | 48 | 40 | +8  | Copa Sudamericana 2007     |
| 5  | Carabobo FC          | 46  | 36 | 10 | 16 | 10 | 34 | 37 | -3  | Copa Sudamericana 2007     |
| 6  | Deportivo Táchira FC | 44  | 36 | 9  | 17 | 10 | 44 | 44 | 0   |                            |
| 7  | Portuguesa FC        | 42  | 36 | 10 | 12 | 14 | 42 | 49 | -7  |                            |
| 8  | Aragua FC            | 39  | 36 | 8  | 15 | 13 | 40 | 46 | -6  |                            |
| 9  | Monagas SC           | 32  | 36 | 6  | 14 | 16 | 27 | 51 | -24 |                            |
| 10 | Trujillanos FC       | 31  | 36 | 7  | 10 | 19 | 41 | 58 | -17 |                            |

Leyenda: PTS (Puntos), JJ (Juegos jugados), JG (Juegos Ganados), JE (Juegos Empatados), JG (Juegos Perdidos), GF (Goles a Favor), GC (Goles en Contra), DG (Diferencia de Goles).

### Top 5 goleadores
| Jugador | Jugador | Jugador           | Goles | Equipo                     |
| ------- | ------- | ----------------- | ----- | -------------------------- |
| 1       |         | Robinson Rentería | 19    | Trujillanos FC             |
| 2       |         | Alex Sinisterra   | 11    | Zamora FC                  |
| 3       |         | Daniel Arismendi  | 10    | Carabobo FC y UA Maracaibo |
| 3       |         | Wilson Carpintero | 10    | Caracas FC                 |
| 3       |         | Daniel Delfino    | 10    | Carabobo FC                |